# Aam (Einheit)
Die Aam (Wortherkunft über das Mittellateinische von lateinisch ama = Wassereimer) war ein niederländisches Volumenmaß und wurde für Wein und Kornbrand verwendet. Bei Öl wurde das Maß anders gerechnet. Aam war gleich dem Volumenmaß Niederländischen Kannen.
- 1 Aam = 4 Anker = 8 Steckan/Steekan/Stechkanne = 21 Viertel = 64 Stoopen/Stopen = 128 Mingelen = 256 Pinten = 1024 Misjes/Mutsjes = 155,224 Liter

Für Raps- und Leinöl hatte
- 1 Aam = 7 ½ Steckan = 120 Mingelen/Mengeln = 145,523 Liter[1]

In Antwerpen hatte die Aam 100 Pot. Der Pot wurde mit 142,19 Zentiliter als Grundmaß für das Volumenmaß (Getreide und Flüssigkeit) verwendet, so dass die alte Aam etwa 13 Liter kleiner war.